# Autoba lilacina
Autoba lilacina là một loài bướm đêm trong họ Erebidae.